# ۷۴۰ (خورشیدی)
۷۴۰ هفتصد و چهلمین سال هجری خورشیدی است.